# Димњак
Димњак је део куће, зграде или индустријског објекта намењен за одвођење дима односно гасова насталих сагоревањем. На индустријским објектима (зградама) димњак се обично назива индустријски димњак.
Може бити направљен од цигала (зидањем) или од бетонских цеви или од цеви израђених од неког другог материјала.
У српском језику се уместо речи димњак користи и термин оџак која потиче из турског језика.

## Историја
На најстаријим кућама се одођење дима са огњишта вршило преко поткровног простора и у 15. веку се појављују димњаци који се протежу изнад кровова. и одводе дим изван кућа. Први димњаци су били дрвени односно од дрвета и иловаче али касније углавном из противпожарних услова се зидају димњаци од опека.

## Функције димњака
Димњак је у првом реду одређен за одвођење спаљевина односно дима из објеката. Он се напаја на пећи, камине и друге грејне објекте и функционише као једноставна ваздушна црпка. Вруће спаљевине имају нижу густину ваздуха и димњак на њихово место усисава свежи ваздух. Притисак који тера ваздух кроз димњаке се зове „вуча димњака“ која је зависна од његове висине и димензија димњака и због тога су у индустрији димњаци великог капацитета на погонима високи.
Висина димњачке главе (део димњака изнад крова) је деефинисана прописима и одређује се тако да димњачка капа мора да буде на висини од 0,5 м изнад слемена или на удаљености од 1,5 м од косине крова.
Димњак може да служи и за вентилационе сврхе Такови димњаци се зову вентилациони канали који могу бити опремљени и вентилаторима нарочито када се не може градити довољно високи димњак или вентилациони отвор довољних пресека.